# Canton de Varennes-sur-Allier
Le canton de Varennes-sur-Allier est une ancienne division administrative française située dans le département de l'Allier et la région Auvergne. Il est supprimé en 2015 à la suite du redécoupage cantonal de 2014.

## Géographie
Ce canton était organisé autour de Varennes-sur-Allier dans l'arrondissement de Vichy. Son altitude variait de 225 m (Saint-Loup) à 375 m (Billy) pour une altitude moyenne de 280 m.

## Histoire
Ce canton a disparu en mars 2015, à la suite du redécoupage des cantons du département de l'Allier : toutes les communes intègrent le canton de Saint-Pourçain-sur-Sioule sauf Saint-Germain-des-Fossés qui intègre le nouveau canton de Vichy-1.

## Elections
En 2008, la sortante Élisabeth Albert-Cuisset (DVD) a été élue au second tour avec 53,92 % des voix devant Xavier Cadoret (socialiste). Le taux de participation est de 64,49 %.

## Représentation

### Conseillers généraux de 1833 à 2015
| Période | Période      | Identité                        | Étiquette           | Qualité |
| ------- | ------------ | ------------------------------- | ------------------- | --- |
| 1833    | 1841 (décès) | Paul Meilheurat                 | Gauche dynastique   | Ancien officier Député (1831-1834), Saint-Gérand-le-Puy |
| 1841    | 1842         | Louis Bottin                    |                     | Maire de Varennes-sur-Allier |
| 1842    | 1848         | Alexis Moulin-Debord            |                     | Procureur du Roi à Cusset Propriétaire à Saint-Gérand-le-Puy Ancien conseiller général du Canton du Mayet-de-Montagne |
| 1848    | 1852         | Christophe Chacot               |                     | Banquier à Moulins |
| 1852    | 1871         | Gilbert Desmaroux de Gaulmin    | Majorité dynastique | Propriétaire - Député (1849-1851 et 1852-1870) Maire de Saint-Gérand-le-Puy |
| 1871    | 1877         | Antoine Jardet                  | Républicain         | Docteur en médecine, maire de Vichy (1870-1874) Propriétaire à Billy |
| 1877    | 1883         | Gabriel Vigne                   | Républicain         | Avoué Maire révoqué de Moulins Propriétaire à Billy Elu en 1885 dans le Canton de Neuilly-le-Réal |
| 1883    | 1889 (décès) | Camille Belin                   | Droite              | Ancien avocat général à Limoges Propriétaire à Saint-Gérand-le-Puy |
| 1889    | 1889         | Antoine Bichard                 |                     | Agriculteur à Saint-Gérand-le-Puy |
| 1889    | 1895         | Pierre Dailheu                  | Républicain         | Ancien notaire à Souvigny Propriétaire et juge de paix à Moulins |
| 1895    | 1931         | Marcel Régnier                  | Gauche radicale     | Avocat à Moulins, propriétaire, maire de Billy (1904-1944), conseiller d'arrondissement Député (1903-1910) - Sénateur (1920-1939) Ministre (1934-1936) Président du Conseil général Nommé membre de la Commission administrative départementale en 1941 |
| 1931    | 1940         | Roger Besson                    | SFIO                | Propriétaire - Maire de Saint-Gérand-le-Puy |
|         |              |                                 |                     | |
| 1945    | 1951         | Antoine Désormières (1896-1980) | SFIO                | Agent SNCF à Saint-Germain-des-Fossés |
| 1951    | 1970 (décès) | Roger Besson                    | SFIO                | Agriculteur - Maire de Saint-Gérand-le-Puy Sénateur (1962-1970) |
| 1970    | 2001         | Gérard Bertucat (1924-2023)     | UDR puis RPR        | Entrepreneur de travaux publics Maire de Saint-Germain-des-Fossés (1965-2003) |
| 2001    | 2015         | Élisabeth Albert-Cuisset        | URB                 | Directrice de maison de retraite Maire de Saint-Germain-des-Fossés depuis 2014 Suppléante du député Yves Simon (2002-2007) |

### Conseillers d'arrondissement (de 1833 à 1940)
De 1833 à 1926, le canton de Varennes faisait partie de l'arrondissement de Lapalisse.
| Période                                  | Période | Identité                      | Étiquette          | Qualité |
| ---------------------------------------- | ------- | ----------------------------- | ------------------ | --- |
| 1833                                     | 1839    | M. Grand-Jean                 |                    | Commandant de la Garde nationale, propriétaire à Varennes-sur-Allier                                        |
| 1839                                     | 1845    | M. Burelle                    |                    | Propriétaire à Saint-Gérand-le-Puy                                                                          |
| 1845                                     | 1848    | Christophe Chacot (1808-1863) |                    | Banquier à Moulins, propriétaire à Montaigu-le-Blin                                                         |
|                                          |         |                               |                    | |
| 1880                                     | 1886    | Claude Labonde                | Républicain        | Banquier, maire de Varennes-sur-Allier                                                                      |
| 1886                                     | 1892    | Marcel Régnier                | Républicain modéré | Avocat à Moulins, ancien maire de Magnet, propriétaire à Billy                                              |
| 1892                                     | 1895    | François Morand               | Républicain        | Entrepreneur de travaux publics à Billy                                                                     |
| 1895                                     | 1898    | Louis Mantat (1849-1901)      | Républicain        | Propriétaire à Montaigu-le-Blin, administrateur de l'hospice de Gayette à Montoldre                         |
| 1898                                     | 1904    | François Morand               | Radical            | Entrepreneur de travaux publics à Billy                                                                     |
| 1904                                     | 1919    | Claude Valette (1870-1945)    | Radical            | Agriculteur, maire de Langy                                                                                 |
| 1919                                     | 1928    | Julien Dupré                  | Bloc des gauches   | Entrepreneur de travaux publics à Varennes-sur-Allier                                                       |
| 1928                                     | 1940    | Louis Bonjon (1886-1944)      | SFIO               | Artisan teinturier à Varennes-sur-Allier Titulaire à titre posthume de la Médaille de la Résistance         |
| 1940                                     |         |                               |                    | Les conseils d'arrondissement ont été suspendus par la loi du 12 octobre 1940 et n'ont jamais été réactivés |
| Les données manquantes sont à compléter. |         |                               |                    | |

## Composition
Le canton de Varennes-sur-Allier regroupait quinze communes et comptait 14 478 habitants (recensement de 2012, population municipale).
| Nom                             | Code Insee | Intercommunalité                 | Superficie (km2) | Population (dernière pop. légale) | Densité (hab./km2) |
| ------------------------------- | ---------- | -------------------------------- | ---------------- | --------------------------------- | ------------------ |
| Varennes-sur-Allier (chef-lieu) | 03298      | CC Entr'Allier Besbre et Loire   | 24,10            | 3 562 (2014)                      | 148                |
| Billy                           | 03029      | CA Vichy Communauté              | 10,22            | 822 (2014)                        | 80                 |
| Boucé                           | 03034      | CC Entr'Allier Besbre et Loire   | 21,68            | 518 (2014)                        | 24                 |
| Créchy                          | 03091      | CC Entr'Allier Besbre et Loire   | 11,61            | 472 (2014)                        | 41                 |
| Langy                           | 03137      | CC Entr'Allier Besbre et Loire   | 7,36             | 277 (2014)                        | 38                 |
| Magnet                          | 03157      | CA Vichy Communauté              | 12,72            | 946 (2014)                        | 74                 |
| Montaigu-le-Blin                | 03179      | CC Entr'Allier Besbre et Loire   | 12,96            | 311 (2014)                        | 24                 |
| Montoldre                       | 03187      | CC Entr'Allier Besbre et Loire   | 18,90            | 650 (2014)                        | 34                 |
| Rongères                        | 03215      | CC Entr'Allier Besbre et Loire   | 8,95             | 578 (2014)                        | 65                 |
| Saint-Félix                     | 03232      | CC Entr'Allier Besbre et Loire   | 5,20             | 336 (2014)                        | 65                 |
| Saint-Gérand-le-Puy             | 03235      | CC Entr'Allier Besbre et Loire   | 19,55            | 1 025 (2014)                      | 52                 |
| Saint-Germain-des-Fossés        | 03236      | CA Vichy Communauté              | 8,30             | 3 735 (2014)                      | 450                |
| Saint-Loup                      | 03242      | CC Saint-Pourçain Sioule Limagne | 17,62            | 540 (2014)                        | 31                 |
| Sanssat                         | 03266      | CC Entr'Allier Besbre et Loire   | 8,40             | 265 (2014)                        | 32                 |
| Seuillet                        | 03273      | CA Vichy Communauté              | 9,94             | 505 (2014)                        | 51                 |

## Démographie

### Évolution démographique
| 1962   | 1968   | 1975   | 1982   | 1990   | 1999   | 2006   | 2011   | 2012   |
| ------ | ------ | ------ | ------ | ------ | ------ | ------ | ------ | ------ |
| 14 739 | 15 645 | 15 353 | 15 052 | 15 202 | 14 641 | 14 497 | 14 483 | 14 478 |

### Pyramide des âges
| Hommes | Classe d’âge | Femmes |
| ------ | ------------ | ------ |
| 0,9    | 90 ans ou +  | 1,9    |
| 9,5    | 75 à 89 ans  | 12,8   |
| 16,3   | 60 à 74 ans  | 16,1   |
| 21,5   | 45 à 59 ans  | 21,2   |
| 19,2   | 30 à 44 ans  | 18,5   |
| 13,9   | 15 à 29 ans  | 13     |
| 18,8   | 0 à 14 ans   | 16,6   |

| Hommes | Classe d’âge | Femmes |
| ------ | ------------ | ------ |
| 0,7    | 90 ans ou +  | 1,8    |
| 9,5    | 75 à 89 ans  | 14,1   |
| 17,6   | 60 à 74 ans  | 18     |
| 21,9   | 45 à 59 ans  | 20,8   |
| 18,2   | 30 à 44 ans  | 17     |
| 15,3   | 15 à 29 ans  | 13,4   |
| 16,7   | 0 à 14 ans   | 14,9   |